# Concierto para violín n.º 2 (Bruch)
El concierto para violín n.º 2 en re menor, op. 44, de Max Bruch, fue compuesto en 1878 y dedicado al gran violinista español, Pablo de Sarasate. Fue estrenado por Sarasate en Londres en noviembre de 1878, bajo la dirección de Bruch. El concierto se divide en tres movimientos :
1. Adagio non troppo
2. Recitativo: Allegro moderato (attacca)
3. Finale: Allegro molto

Una interpretación estándar dura entre 28 y 30 minutos.